# Hem (Skive Kommune)
 For alternative betydninger, se Hem. (Se også artikler, som begynder med Hem)
Hem er en by på halvøen Salling med 577 indbyggere  (2024), beliggende 14 km syd for Roslev, 30 km sydøst for Nykøbing Mors og 6 km nordvest for Skive. Byen hører til Skive Kommune og ligger i Region Midtjylland.
Hem hører til Hem Sogn. Hem Kirke ligger i byen.

## Faciliteter
- Hem Skole blev bygget i 1959 som centralskole for Hem, Hindborg og Dølby. Den afløste en skole i hvert af de 3 sogne. Dengang havde den 1.-7. klasse, nu har den 0.-6. klasse. Til skolen er der senere bygget hal og lavet sportsarealer. I 1990 blev der indrettet en aldersintegreret institution i den gamle inspektørbolig. Der måtte hurtigt bygges til, da der allerede 2 år efter var 60 børn på venteliste. I 1998 fik skolen SFO. I 2008 blev børnehave og skole lagt sammen.[2]
- Hem Ældrecenter fra 1931 med et overdækket glasareal fra 1994 danner rammen om centerets 14 plejeboliger, hvoraf 12 er 2-værelses og 2 er 1-værelses midlertidige boliger. I august 2014 blev centrets sansehave indviet.[3]
- Hem Forsamlingshus er opført i 1956. Det har en stor sal til 120 personer og en lille sal til 36 personer-[4]

## Historie

### Landsbyen
I 1901 blev Hem beskrevet således: "Hem (1466: Høøm) med Kirke, Præstegd., Skole, Mølle og Andelsmejeri;" Det høje målebordsblad fra 1800-tallet viser desuden et fattighus.
Hindborg Sogn og Dølby Sogn var annekser til Hem Sogn, hvor præstegården lå. Hem-Hindborg-Dølby pastorat blev grundlaget for Hem-Hindborg-Dølby sognekommune, der fungerede frem til kommunalreformen i 1970.

### Stationsbyen
Hem fik jernbanestation på Vestsallingbanen (1924-66). Stationen havde omløbsspor og varehus med læsserampe.
Det lave målebordsblad fra 1900-tallet viser foruden stationen forsamlingshus, telefoncentral og en fabrik.
Stationsbygningen er bevaret på Hindborgvej 127 og fungerer nu som skolens "udeskole". Den asfalterede cykel- og vandresti "Vestsallingstien" går på banens tracé gennem byen og 4 km mod øst til Skives Nørre Boulevard ved golfklubben. Stien er 25 km lang, men kun på 13 km følger den banetracéet, som den forlader 100 meter vest for Hem.